# Gà Buckeye
Gà Buckeye là một giống gà có nguồn gốc ở tiểu bang Hoa Kỳ là bang Ohio. Chúng được lai tạo ra trong những năm cuối thế kỷ 19, gà Buckeye là giống gà được Hiệp hội Gia cầm Mỹ (APA) công nhận giống tiêu chuẩn duy nhất của gà được biết đến đã được tạo ra bởi một người phụ nữ, và người duy nhất trong các giống của Mỹ có mồng trích.
Tính đến năm 2014, gà Buckeye được liệt kê như là "bị đe dọa" của vật nuôi. Tên của giống gà có nguồn gốc từ biệt danh của "bang Buckeye" Ohio và màu gỗ gụ của họ được cho là lý tưởng để cho giống như những hạt giống của cây Ohio Buckeye (Aesculus glabra). Chúng là một con gà kiêm dụng có một khả năng mắn đẻ và đặc điểm sản xuất thịt gà dồi dào. Gà Buckeye là gà da vàng nhưng lại đẻ trứng vỏ nâu.

## Lịch sử
Các con gà Buckeye lần đầu tiên được lai tạo và phát triển trong năm 1896, một người dân Warren, Ohio tên là Nettie Metcalf. Chúng là giống Mỹ duy nhất của gà được biết đến đã được phát triển bởi một người phụ nữ, mặc dù thực tế rằng phụ nữ thường được giao nhiệm vụ chăm sóc chính của bầy gia cầm hộ gia đình trong suốt phần lớn lịch sử Hoa Kỳ. Bà Metcalf lai gà Plymouth (Barred Rocks Plymouth), Buff Cochins, và một số gà chọi Mỹ có màu đỏ đen ở ngực để sản xuất ra giống gà Buckeye. Mục tiêu của cô là phải tạo cho được một giống chức năng mà có thể sản xuất tốt trong mùa đông giá lạnh.
Trái ngược với niềm tin phổ biến các giống gà Buckeye đã được tạo ra trước khi các giống gà Rhode đỏ và gà của Metcalf thực sự được gửi đến các nhà lai tạo RIR để họ cải thiện giống gà. Các con gà Buckeye được công nhận vào Tiêu chuẩn lựa Hiệp hội Gia cầm Mỹ của năm 1904, việc đưa vào Tiêu chuẩn lựa nghĩa xác nhận chính thức là một giống của Hiệp hội, và do đó cho phép Buckeyes được nhập vào chương trình gia cầm và đánh giá theo các tiêu chuẩn giống (như được nêu trong Tiêu chuẩn lựa gà). Việc công nhận gà Buckeye trong các tiêu chuẩn đã là một yếu tố quan trọng trong sự tồn tại của nó.
Trong quá khứ, phần lớn là do thiếu các biến thể màu sắc, gà Buckeye không phải là một giống triển lãm đặc biệt là phổ biến, nhưng có sự quan tâm ngày càng tăng trong lạ mắt triển lãm gia cầm cho nhiều mục đích kép này của nó (gà kiêm dụng). Không được thông qua bởi các hoạt động thương mại, Buckeye nhìn chung là một con gà được nuôi trong bầy trang trại nhỏ. Ngày nay, tình trạng giống được liệt kê như là bị đe dọa bởi các giống vật nuôi bảo tồn Mỹ, chúng bị đe dọa được xác định là bị đe dọa: Ít hơn 1.000 loài con gà sinh sản tại Hoa Kỳ, với bảy hoặc ít hơn đàn chăn nuôi chính, và ước tính dân số toàn cầu ít hơn 5.000. 

## Đặc điểm
Các con gà trống Buckeye cân nặng trung bình khoảng 9 lb (4.1 kg), và gà mái có cân nặng 6,5 lb (2,9 kg). Các giống gà có màu vàng da và đẻ trứng nâu, những màu sắc chính của nó là một màu đỏ gụ với đuôi màu đen; đôi khi con trống có lông đen tối khác. Theo các tiêu chuẩn giống, bộ lông của Buckeye lý tưởng nên giống với màu sắc của hạt một loài thực vật của Ohio Buckeye. Đặc biệt là trong con gà mái, giống này là rất tương tự như với gà Rhode đỏ.
Các con gà Buckeye có thể được phân biệt bằng một thanh màu sắc đá phiến trên lông trở lại gần với cơ thể; cơ thể cũng là nhiều hơn nhỏ gọn. Các con gà Buckeye là giống gà chỉ thuần túy ở Mỹ cho ra những cái mồng trích, và điều này, kết hợp với kết cấu chắc nịch của nó, làm cho nó một con gà khỏe mạnh vô cùng. Các giống khác của gia cầm được phát triển tại Hoa Kỳ (như gà Ameraucana) có mồng hạt đậu, nhưng những con gà đã được chủ yếu được tạo ra từ các loài gia cầm nước ngoài. Nó cũng mang một số đặc điểm của gà chọi trong khung hình và bố trí và là giống gà quyết đoán trong tính cách và một cách kiếm ăn rất tốt.
Nói chung nó là giống gà điềm tĩnh, những con gà trong trường hợp hiếm gặp có thể trở nên hung hãn. Mặc dù máu gen gà chọi của nó, nó nếu chăn nuôi tốt, mặc dù nó sẽ hạnh phúc hơn và sản xuất tốt hơn nếu được phép chúng chạy nhảy trên mặt sân cỏ. Các con Buckeye được đề cập đến bởi các nhà lai tạo để làm nản lòng. Một giống ga cầm sản xuất tốt thịt và mắn đẻ 150 và 200 quả trứng mỗi năm, Gà Buckeye là một con gà kiêm dụng rất phù hợp với nông trại và sân sau nuôi đàn nhỏ với diện tích vừa phải.